# フラウケ・ペトリー
フラウケ・ペトリー（独: Frauke Petry、旧姓: マルクヴァルト〈Marquardt〉、1975年 6月1日 - ）は、ドイツの政治家、化学者、実業家。青の党党首。前AfD共同代表。

## 概要
2013年に設立された新党ドイツのための選択肢(AfD)の3人いた党代表の1人に選ばれ、同時に党ザクセン州支部代表を兼任し、強固な支持基盤を地元ザクセンで作った。2014年、ザクセン州議会議員に当選する。2015年7月4日、ノルトライン＝ヴェストファーレン州のエッセンで開催されたAfD臨時党大会において、イェルク・モイテンと共に党首に選ばれた（二人代表制）。2017年9月24日に投票が行われた2017年ドイツ連邦議会選挙に際してドイツのための選択肢(AfD)の候補者としてザクセン州ザクセン・スイス小選挙区で得票第1位になり当選した。2017年ドイツ連邦議会選挙の翌日、ドイツのための選択肢連邦議会議員団に属さないことを告知した。2017年9月末、ドイツのための選択肢から離党した。ペトリーは党内右派の国民保守主義派と見なされていた。

## 来歴

### 出自と家族
コンビナートに勤務する化学者の母とエンジニアの父の間に東ドイツ（当時）ドレスデンに生まれ、1989年までニーダーラウジッツ地方（現ブランデンブルク州）シュヴァルツハイデで育つ。父はベルリンの壁崩壊以前に西ドイツに移り住んでいて、彼女は後から母親と共にノルトライン＝ヴェストファーレン州ベルクカメンに向かった。
ザクセン福音ルター派州教会で洗礼を受け、夫のスヴェン・ペトリーはザクセン州でルター派牧師として働いている。夫婦には4人の子供がいる。2015年10月初め、夫と別居してAfDノルトライン＝ヴェストファーレン州支部代表マルクス・プレッツェルと関係を持っていることを明らかにした。夫スヴェンはその間にキリスト教民主同盟（CDU）に入党している。
ペトリーは副業としてオルガン奏者と合唱指揮者としての訓練も受けている。2008年から2014年までライプツィヒ声楽アンサンブルの一員であった。

### 化学者時代
1995年、ペトリーはベルクカメンのノルトライン＝ヴェストファーレン州立ギムナジウムでアビトゥーアを受験した。その後、彼女は奨学生として1995年から1998年までイングランドのレディング大学で化学を学び、自然科学の学士号を得た。その後ドイツに帰国し、1998年から2000年までゲッティンゲン大学に在学しディプローム（学位）を得ている。大学在学中にシェリングとバイエルといった化学系企業でアルバイトとして働いていた。
2004年、ペトリーはゲッティンゲンにある薬理学と毒性学に関するゲオルク＝フリードリヒ・カール、カレン・ヒルシュ＝エルンスト研究所で、ABC輸送体ATP結合カセット輸送体に関する学位請求論文により優等の評価を得て、博士号を授与された。その後、薬理学と毒性学に関する研究所で学術助手になり、人間遺伝学研究所で博士研究員になった。この時期において彼女は Biochemical and Biophysical Research Communications, Biochemical Journal, Cancer Research, Chemistry – A European Journal などの化学や医学専門誌に論文を発表していた。1998年から2001年まで、ペトリーはドイツ科学者連盟の若手科学者フォーラムの指導部の一員として、1998年から1999年までは化学者連盟のスポークスパーソンであった。さらに、彼女は英国の王立化学会の会員でもある。

### 起業家、企業経営者時代

#### 企業設立
2007年3月、ペトリーはライプツィヒ市プラグヴィッツ地区にプラスチック加工会社プリンベント・ゲーエムベーハー (PURinvent GmbH) という有限会社を設立した。それはポリウレタン合成物質を生産する企業であった。この企業は現在新しい経営形態に変わっており、2011年以降3人の共同経営者によって運営されている。この考え方は発明家でもある彼女の母に由来している。ペトリーと母は「多量の水分を含んだポリウレタン新規物質、その製造方法とその適用」という特許を共同して得ている (EP 2 057 233)。ペトリーは革新的企業設立に関して起業家として際立った存在であり、とりわけ、この企業設立によってドイツ連邦共和国功労勲章の受章と75,000ユーロの賞金をダルヴォーバン賞によって得た。

### 債務返済能力の喪失
2013年末、ペトリーは自身が設立したプリンベント・ゲーエムベーハーが債務返済能力を喪失していることを明らかにするのを迫られた。続いてペトリー個人も債務返済能力が喪失した状態にあることが判明した。債務返済問題は彼女自身がドイツ国民（市民）だったため、法律上当然のごとく生じたのである。彼女が設立したプリンベント・ゲーエムベーハーは2014年に南ドイツ投資コンソーシアムに買収され、企業名称も PURinvent System GmbH に変更された。なお、企業の操業は継続されている。ペトリーはこの新企業においても引き続き取締役として経営に関与している。
2014年のザクセン州議会選挙の3日前、ライプツィヒ検察がペトリーにおける返済能力喪失状態の不当延長に関する疑惑に対して捜査を開始することを明らかにした。検察によると、返済能力喪失状態の規定にもとづいてこの捜査は開始されている。2013年6月において、該当企業会計監査は2012年の段階で貸借対照表において280,000ユーロの債務超過であったことを明らかにしていた。それに対してペトリーは2014年6月になって、2013年ドイツ連邦議会選挙前に不正行為を避けようとした結果だったと弁明した。ザクセン州議会選挙の直前におこなわれた検察による告発と捜査手続き開始の公表は、政治的動機によるものであったとペトリーは見なしている。破産管財人は届出の遅延という認識は示していなかったとペトリーは語っている 。『シュピーゲル』誌によると、検察の捜査は成果を上げられないまま終わっている。

### AfD時代

#### 党指導部における経歴

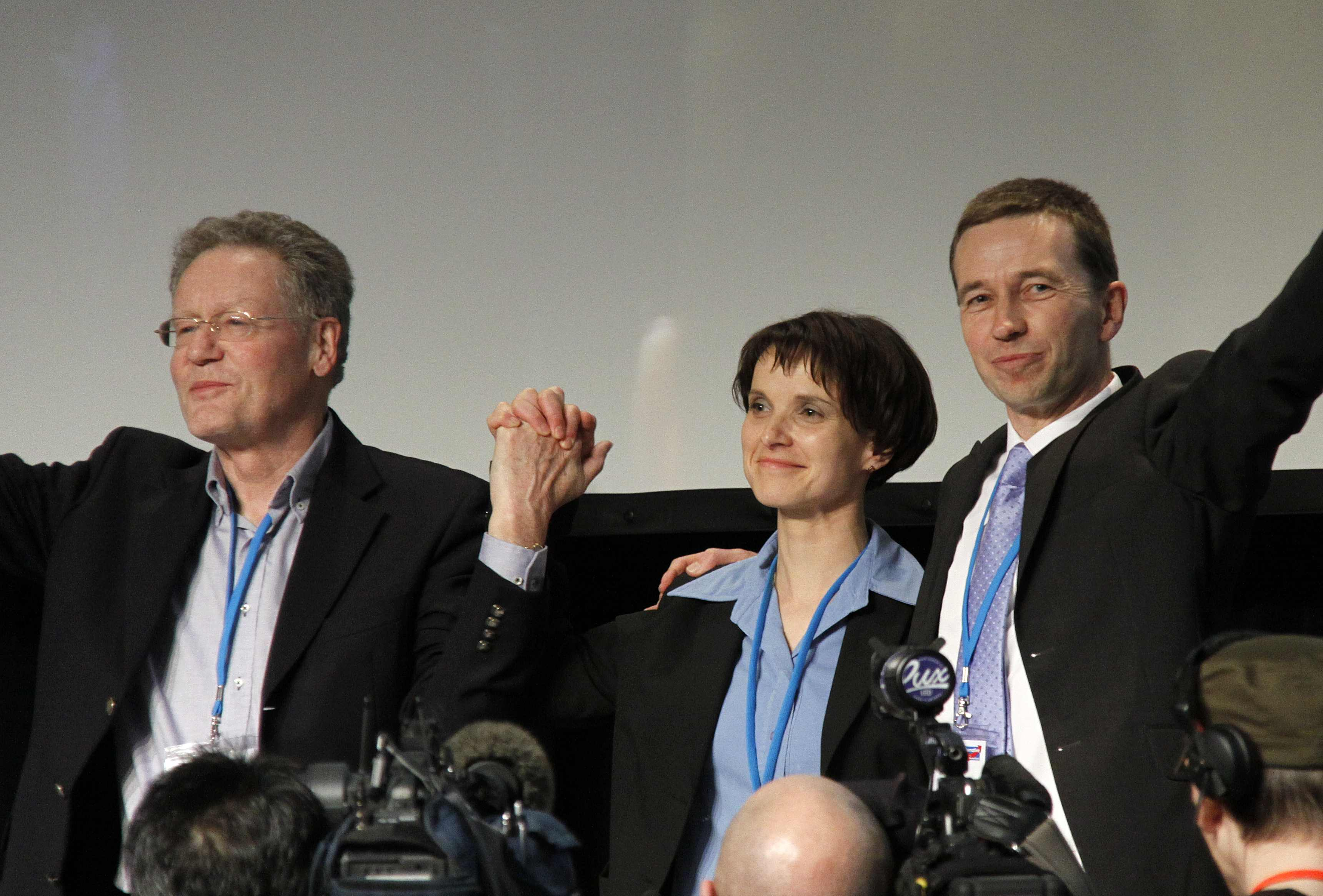
コンラート・アダム、フラウケ・ペトリー、ベルント・ルッケ（2013年）

当初、ペトリーはAfD設立を支援する団体のザクセン州支部代表であった。ヘッセン州オーバーウルゼルで2013年2月に開催された設立党大会において、彼女は副代表に抜擢された。2013年4月14日の党大会において、ベルント・ルッケ、コンラート・アダムと共に党の代表（3人代表制）に選出された。ルッケとペトリーは大局的見地から意見を述べ、党大会に出席していた。国民保守主義者と経済自由主義者の間での党内権力闘争の結果、2015年7月4日のノルトライン＝ヴェストファーレン州エッセンで開催された臨時党大会で、フラウケ・ペトリーは総得票の約60%の支持を得て新党首に選出された。イェルク・モイテンもその臨時党大会で、2015年12月まで党則により党首として選出された。臨時党大会におけるルッケの更迭と連邦党指導部の入れ替えは政治的右傾化を示し、右派の圧勝劇として政治学者たちから批評された。ラーズ・ガイゲス、ステン・マルク、フランツ・ヴァルターなどの政治学者たちとグドルン・ヘンチェス、ユルゲン・ファルターとフランク・デッカーらはフラウケ・ペトリーをAfD内の国民保守主義者派の中心人物と見なしている。

#### ザクセン州議会議員としての経歴
ペトリーはAfDザクセン州支部代表である。2013年、ザクセン州支部役員選出選挙において89.1%の支持を得て党の州代表に選ばれている。2013年ドイツ連邦議会選挙において、AfDはザクセン州で第二票（比例代表）では6.8%を得た。
2014年ザクセン州議会選挙に際しても、ペトリーは再度ザクセンの党支部代表として臨んだ。彼女はライプツィヒ周辺地域1の第23選挙区の小選挙区候補者としてキリスト教民主同盟 (CDU) 41.7%、左翼党20.2%、ドイツ社会民主党15.7%という競争相手に続いて10.8%の第一票（小選挙区）を得た。彼女は党の州リストに掲載されていたため、第6回ザクセン州議会議員に選ばれた。AfDの初代州議会議員団代表にも就任した。ペトリーは会計予算委員会、並びに環境・州経済委員会副委員長、学校・スポーツ委員会、刑法犯罪対策・社会的平等・社会統合実現委員会、経済・高等教育・文化・メディア委員会、議員規則・不逮捕特権関係委員会に属している。

#### マルクス・プレッツェルとの関係
AfD党首ペトリーとAfDノルトライン＝ヴェストファーレン州支部代表マルクス・プレッツェルの私的関係が2015年10月に明らかになったため、党首としてのペトリーに利益相反行為が生じたと、政治学者のハインリヒ・オーバーロイターは見なしている。オーバーロイターは、ペトリーがプレッツェルを連邦党指導部に加えようとしたことを厳しく批判した。政治と私的事項の厳格な区別は、政治的公職に就いている者に適用されるからである。

### AfDからの離党
2017年ドイツ連邦議会選挙に際して、ドイツのための選択肢(AfD)の候補者としてザクセン州ザクセン・スイス小選挙区で得票第1位(37.4 %)になり当選した。議会選挙の翌日、ペトリーはドイツのための選択肢(AfD)連邦議会議員団に属さないことを表明した。その前日の選挙当夜に彼女は党の指導者で連邦議会選挙筆頭候補のアレクサンダー・ガウラントを厳しく批判していた。
選挙前の2017年4月の段階で、ドイツの新興ポータルサイト「コレクティブ」が、ペトリーにはドイツのための選択肢(AfD) 連邦議会議員団に加わらない可能性があることを報じていた。 連邦議会選挙後、ザクセン・アンハルト州議会党議員団長アンドレ・ポーゲンブルクと連邦議会選挙筆頭候補のアリス・ワイデルから、ペトリーに離党勧告が出された。
2017年9月のドイツ連邦議会総選挙で、ペトリーはAfDを第3会派として国政に進出させる原動力となったが、同月26日、AfDから離党する意向を表明した。2017年9月末に、ペトリーはドイツのための選択肢(AfD) を離党した。
同年に「青の党  (The Blue Party) 」を結成。

## 政治的立場

### 移民政策、亡命者庇護、犯罪撲滅と欧州連合改革
地方新聞である『テューリンゲン州新聞』のインタビューにおいて、ペトリーは「欧州連合 (EU) の持つ権限を弱めさせることに賛成し、ブリュッセルのEU官僚たちに繰られている欧州の非民主的現状を嘆いた。ドイツにおける亡命者、難民庇護権は政治的迫害の真の犠牲者たちに限定されるべきであり、勤労権（働く権利）が尊重されるべきであり、経済難民に関しては彼らがどれだけ大勢な存在であっても、あくまでも法的規定に則り厳格に対処すべきであり、移民はあくまでもドイツ国内の必要に応じて受け入れを調整すべきである」と述べた。彼女はドイツ人労働者が労働市場で優先される必要があるとも付け加えている。欧州外からの移民は欧州域内に入国すると欧州諸国からの社会保障給付を得てしまっている現状を指摘した上で、シェンゲン協定によって組織犯罪対策が迫られていることに関連させて、移民の福祉給付ただ乗りを批判している。
2016年1月末、欧州議会議員でAfDノルトライン＝ヴェストファーレン州代表のプレッツェルの2015年11月1日における国境警備に関する発言を、ペトリーは追認した。「国境警備を担当する警官は違法な国境通過行為を阻止するために、やむを得ない場合は拳銃を使用して阻止する必要がある」とペトリーは『マンハイマー・モルゲン』のインタヴューで語った。この国境警備に関する党の見解は、とりわけ警察労働組合側から批判を受けた。

### 人口減少問題への取り組み
『新オスナブリュック新聞』と『新ヴェストファーレン新聞』によれば、ペトリーは人工妊娠中絶法改正のための住民投票を提案している。それがドイツにおける少子化を改善する兆しになると見ている。政治は自国民の生き残りを確保するという責任を担っており、そのためにはドイツ人家庭は3人の子供を持つことが望ましいとしている。ペトリーが人口妊娠中絶問題を移民、通貨政策、欧州連合改革と同様な中心テーマとして住民投票を行うに賛成していることを、党のスポークスパーソンも認めた。ペトリー個人は党の決定を経ていなくても、人口妊娠中絶法改正に関する国民投票を提案できると見なしている。ドイツの経済紙『ハンデルスブラット』のインタビューにおいて、彼女は堕胎問題に関する国民投票に反対したと報道されたが、これは新聞側の誤解であった。

### 国際女性デー、労働世界における女と男、女性比率に関する見解
2011年、ペトリーは国際女性デーを肯定していることから、女性比率制度導入を支持している人物とされていた。1975年に東ドイツのドレスデンで生まれたペトリーにとって、国際女性デーは空気のような存在であった。ノルトライン＝ヴェストファーレン州出身の夫スヴェン・ペトリーよりも国際女性デーへの支持が強いのは当然である。男女同権というテーマを中心点に置きながら、国際女性デーという記念日を彼女は祝っている。ペトリーは男性的視点に刻印された労働世界を批判した。男性企業家に対して子供を育てた経験の有無を銀行は問わない、労働時間が依然としてたいてい男性によって左右されている、といったことをペトリーは批判した。効率的に働いているように思えても、男性は十分に考慮することなく超過勤務を自慢していることも彼女は批判した。2014年11月、ペトリーは執行役会における女性比率制度を真の男女同権の達成実現のための正しい方策ではないと見なした。社会学者ヤスミン・シリとアンドレアス・ケンパー はペトリーを、AfDの政治家としての言動から、アンチ・フェミニストと呼んでいる。